# Driving Lessons
Lições de vida (Brasil) / Lições de condução (Portugal) é um filme de 2006 originário do Reino Unido.

## Sinopse
Ben Marshall (Rupert Grint) é um garoto de 17 anos que vive em uma ambiente familiar tradicional e conservador. Porém, seu mundo vira de ponta cabeça quando começa a trabalhar com uma atriz excêntrica, Evie Walton (Julie Walters). Ela entra na vida de Ben como uma força cataclísmica, arrastando-o para uma série de aventuras que incluem acampar, representar Shakespeare no jardim e ir ao festival de Edimburgo – onde ele finalmente encontra uma garota da sua idade. Mas quando essa recém-descoberta liberdade parece estar ameaçada, Ben deve fazer uma escolha: continuar em seu conformismo ou libertar-se e viver sua própria vida.

## Dados técnicos
- Direção: Jeremy Brock
- Roteiro: Jeremy Brock
- Gênero cinematográfico: Comédia/Drama/Romance
- Origem: Reino Unido
- Duração: 98 minutos
- Tipo: Longa
- fico triste ao ver o filme

## Elenco
- Julie Walters — Evie Walton
- Rupert Grint — Ben Marshall
- Laura Linney — Laura Marshall
- Nicholas Farrell — Robert Marshall
- Oliver Milburn — Peter
- Michelle Duncan — Bryony
- Jim Norton — Sr. Fincham
- Tamsin Egerton — Sarah
- Isadora Anlauf — Magy

## Curiosidades
- Rupert Grint e Julie Walters já trabalharam juntos antes. Rupert fez o papel de Rony Weasley nos filmes de Harry Potter, e Julie interpreta sua mãe na série, Molly Weasley.